# Arsénio Sebastião Cabúngula
Arsénio Sebastião Cabúngula   (Luanda, 14 de març de 1979), conegut com a Love, és un exfutbolista angolès de la dècada de 2000.
Fou internacional amb la selecció de futbol d'Angola.
Pel que fa a clubs, destacà a Atlético Sport Aviação.

## Partits internacionals
| Selecció de futbol d'Angola | Selecció de futbol d'Angola | Selecció de futbol d'Angola |
| Any                         | Partits                     | Gols                        |
| --------------------------- | --------------------------- | --------------------------- |
| 2001                        | 2                           | 0                           |
| 2002                        | 0                           | 0                           |
| 2003                        | 3                           | 0                           |
| 2004                        | 10                          | 2                           |
| 2005                        | 6                           | 2                           |
| 2006                        | 11                          | 3                           |
| 2007                        | 5                           | 1                           |
| 2008                        | 10                          | 0                           |
| 2009                        | 7                           | 0                           |
| 2010                        | 2                           | 0                           |
| 2011                        | 4                           | 1                           |
| 2012                        | 3                           | 0                           |
| 2013                        | 0                           | 0                           |
| 2014                        | 3                           | 1                           |
| 2015                        | 0                           | 0                           |
| 2016                        | 2                           | 0                           |
| 2017                        | 0                           | 0                           |
| Total                       | 68                          | 10                          |